# Primer Diálogo por la Paz en La Palma
El Primer Diálogo por la Paz en La Palma, Chalatenango, El Salvador, fue un acercamiento entre representantes del Gobierno Salvadoreño y la insurgencia del FMLN – FDR el 15 de octubre de 1984 en medio de la  guerra civil de ese país.

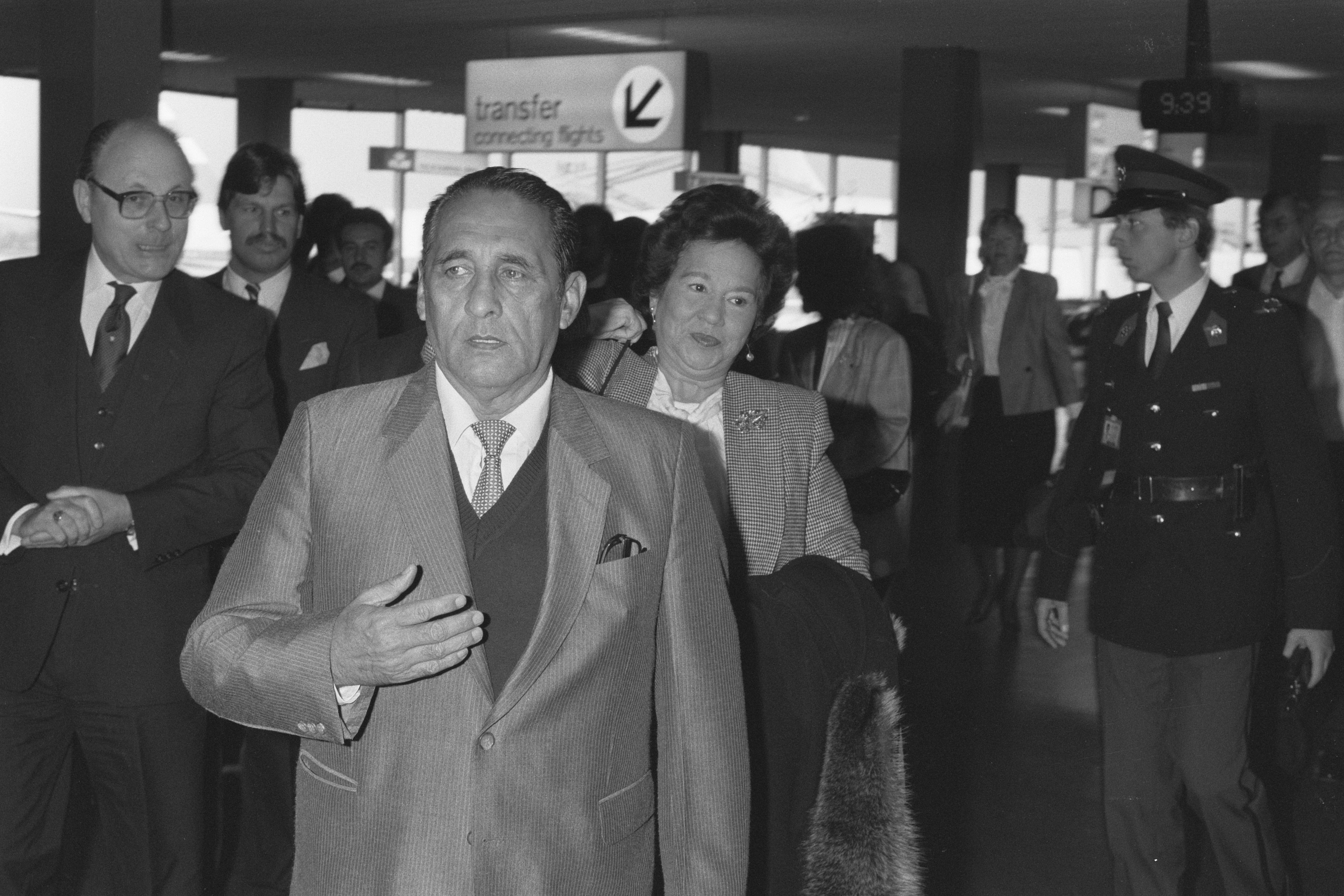
Duarte se convirtió en presidente el 1 de junio. Estaba decidido a poner fin a la guerra civil mediante un "diálogo sin armas", y el 15 de octubre de 1984, en La Palma, Chalatenango, se reunió cara a cara con los líderes del FMLN, lo que marcó el comienzo del fin de la guerra civil.

El 8 de octubre de 1984, el entonces presidente de la república de El Salvador, José Napoleón Duarte, realizó un sorpresivo llamado al dialógo a la entonces guerrilla del FMLN frente a la Asamblea General de las Naciones Unidas. Justo el día siguiente, los insurgentes aceptaron la propuesta. La reunión se daría con antecedentes de una fuerte oposición para realizar un encuentro con los alzados en armas. Para el caso, el anterior presidente provisional, Álvaro Magaña, en reiteradas ocasiones había expresado su negativa a entablar conversaciones. Asimismo, entidades como la Alianza Productiva de El Salvador, había manifestado que: «El diálogo o negociación...es una maniobra para ganar tiempo, mientras reorganizan sus filas y reabastecen sus recursos logísticos gastados en la larga lucha con el ejército». Sin embargo, organizaciones como la Conferencia Episcopal Salvadoreña y el Departamento de Estado de los Estados Unidos apoyaron el diálogo. 
Entre los representantes de la guerrilla se encontraban los abogados Guillermo Manuel Ungo y Rubén Zamora que arribaron al país a bordo de un avión de la Fuerza Aérea Panameña. El encargado de trasladarlos al lugar de negociación fue el entonces Embajador de la República de Colombia en El Salvador, Luis Guillermo Vélez. Después de la reunión se programó una segunda ronda de diálogo que se realizó en Ayagualo, departamento de La Libertad. Por Decreto Legislativo de la Asamblea Legislativa local, se proclamó como «Cuna de la Paz» a la localidad de La Palma.

## frases
- Acuerdos de Paz de Chapultepec